# Alesis Ion
Pour les articles homonymes, voir Ion (homonymie).
Le Ion est un synthétiseur numérique à modélisation analogique par synthèse soustractive produit par le constructeur américain Alesis entre 2002 et 2007.

## Caractéristique
Le Ion dispose de DSP lui permettant d'émuler des synthétiseurs analogiques de type Moog, ARP, Oberheim ou Roland.